# Unterseeboot 117 (1941)
Pour les articles homonymes, voir Unterseeboot 117.
Le Unterseeboot 117 (ou U-117) est un sous-marin (U-Boot) allemand de type X.B construit pour la Kriegsmarine pendant la Seconde Guerre mondiale.

## Historique
Après avoir reçu sa formation de base à Wilhelmshaven au sein de la 2. Unterseebootsflottille, l'U-boot rejoint la 1. Unterseebootsflottille à Kiel pour parfaire son entraînement jusqu'au 30 septembre 1942 avant d'intégrer sa formation de combat, toujours avec la 1. Unterseebootsflottille à Brest, son nouveau port d'attache.
Le 15 octobre 1942, il est affecté à la 11. Unterseebootsflottille à Bergen en Norvège, puis le 1er décembre 1942 à la 12. Unterseebootsflottille à la base sous-marine de Bordeaux.
Pendant ces patrouilles, il est utilisé comme navire de ravitaillement d'autres U-Boote, leur fournissant des torpilles, du gazole et de la nourriture.
Au cours de sa cinquième patrouille, alors qu'il ravitaille l'U-66, l'U-117 est attaqué et coulé le 7 août 1943 dans l'Atlantique nord à la position géographique de 39° 42′ N, 38° 21′ O par des charges de profondeurs et des torpilles MK 24 -FIDO tirées par cinq avions américains Avenger du porte-avions d'escorte USS Card.
Tous les membres de l'équipage, soit 62 hommes, meurent dans cette attaque.

## Affectations successives
- 2. Unterseebootsflottille du 25 octobre 1941 au 31 janvier 1942
- 1. Unterseebootsflottille du 1er février 1942 au 14 octobre 1942
- 11. Unterseebootsflottille du 15 octobre 1942 au 30 novembre 1942
- 12. Unterseebootsflottille du 1er décembre 1942 au 7 août 1943

## Commandement
- Korvettenkapitän, puis Fregattenkapitän Hans-Werner Neumann du 25 octobre 1941 au 7 août 1943

## Patrouilles
|       | Commandant                  | Départ            | Départ     | Arrivée          | Arrivée    | Jours     | Succès   |
| ----- | --------------------------- | ----------------- | ---------- | ---------------- | ---------- | --------- | -------- |
| 1     | KrvKpt. Hans-Werner Neumann | 19 septembre 1942 | Kiel       | 5 octobre 1942   | Kiel       | 17 jours  |          |
|       | KrvKpt. Hans-Werner Neumann | 10 octobre 1942   | Kiel       | 11 octobre 1942  | Königsberg | 2 jours   |          |
| 2     | KrvKpt. Hans-Werner Neumann | 12 octobre 1942   | Königsberg | 22 novembre 1942 | Lorient    | 42 jours  |          |
| 3     | KrvKpt. Hans-Werner Neumann | 23 décembre 1942  | Lorient    | 7 février 1943   | Lorient    | 47 jours  |          |
|       | KrvKpt. Hans-Werner Neumann | 7 mars 1943       | Lorient    | 8 mars 1943      | Brest      | 2 jours   |          |
| 4     | KrvKpt. Hans-Werner Neumann | 31 mars 1943      | Brest      | 13 mai 1943      | Bordeaux   | 44 jours  | 14 269   |
| 5     | KrvKpt. Hans-Werner Neumann | 22 juillet 1943   | Bordeaux   | 7 août 1943      | Coulé      | 17 jours  |          |
| Total | Total                       | Total             | Total      | Total            | Total      | 167 jours | 14 269 t |

Note : KrvKpt. = Korvettenkapitän

## Navires coulés
L'Unterseeboot 117 n'a pas réussi à couler de navire, mais a, à son actif, 2 navires endommagés d'un total de 14 269 tonneaux sur ses 5 patrouilles (165 jours en mer) effectuées.
| Date          | Nom            | Nationalité | Tonnage (GRT) | Convoi | Fait                             |
| ------------- | -------------- | ----------- | ------------- | ------ | -------------------------------- |
| 11 avril 1943 | Matt W. Ransom | USA         | 7 177         | UGS-6A | Endommagé (mine)                 |
| 25 avril 1943 | Empire Morn    | Royaume-Uni | 7 092         |        | Endommagé - Irrécupérable (mine) |

### Sources
- (en) Cet article est partiellement ou en totalité issu de l’article de Wikipédia en anglais intitulé « German submarine U-117 (1941) » (voir la liste des auteurs).